# Abdellatif Maâzouz
Pour les articles homonymes, voir Mazouz.
Abdellatif Maâzouz est un universitaire et homme politique marocain né le 18 août 1954 à Sefrou. Le 15 octobre 2007, il est nommé Ministre du Commerce extérieur dans le gouvernement Abbas El Fassi. Le 3 janvier 2012, il est nommé ministre délégué auprès du chef de gouvernement chargé des Marocains résidant à l'étranger dans le gouvernement Benkiran.
En septembre 2021, il devient le Président de la région Casablanca-Settat.

## Parcours académique
- Licence économiques de l'université Sidi Mohamed Ben Abdellah de Fès en 1978.
- Maîtrise ès sciences économiques, option économie d'entreprise (Toulouse 1979).
- DESS de l'Institut de préparation aux affaires (IPA, Toulouse 1981).
- Doctorat de 3e cycle ès sciences de gestion de l'université Toulouse-I-Capitole.
- Doctorat d'État ès sciences économiques de l'université Hassan II de Casablanca en avril 2000.
- Il a occupé plusieurs fonctions dont celles de directeur de développement et membre du comité scientifique au centre marocain de conjoncture (CMC) de 1998 à 2003, et de consultant senior auprès de l'USAID pour le développement régional et la promotion des investissements dans le cadre du projet d'appui aux Centres d'Investissements Régionaux (CRI) et à la Direction des investissements.
- De février 2006, il était directeur général de la Maison de l'artisan.
- De 1982 à 2006, il était professeur de l'enseignement supérieur à la faculté de droit et des sciences économiques (université Hassan II de Casablanca). En 2000 il est professeur associé au cycle supérieur de gestion de l'ISCAE (Cycle supérieur de gestion et Master en management des services publics).
- Le 12 juin 2009, il est élu aux élections communales à Sefrou sans resultats
- Jusqu'au 2 janvier 2012 il occupait le poste de ministre du Commerce extérieur.

## Décorations
- Il est décoré par le roi Mohammed VI du Wissam du Mérite national en février 2007.